# Circus buffoni
L'albanella alilunghe o albanella di Buffon (Circus buffoni (J.F.Gmelin, 1788)) è un rapace della famiglia Accipitridae, originario del Sud America.

## Distribuzione e habitat
Si trova in Argentina, Bolivia, Brasile, Cile, Colombia, Guyana francese, Guyana, Paraguay, Suriname, Trinidad e Tobago, Uruguay e Venezuela.
I suoi habitat naturali sono la savana secca, la vegetazione subtropicale o tropicale stagionalmente umida o inondata, le paludi e le foreste pesantemente degradata.